# PSV in het seizoen 2019/20 (vrouwen)
Het seizoen 2019/2020 was het 8e jaar in het bestaan van de Eindhovense vrouwenvoetbalclub PSV. De club kwam uit in de Eredivisie, deze werd door de coronacrisis echter niet uitgespeeld. Door deze maatregel is de club op de eerste plaats geëindigd. Naast de deelname aan de Eredivisie zou er ook worden deelgenomen aan het toernooi om de KNVB beker. Ook het bekertoernooi werd niet afgemaakt. De eerste editie van de Eredivisie Cup werd wel uitgespeeld, de club eindigde op de tweede plaats.

## Wedstrijdstatistieken

### Eredivisie
|       | ADO Den Haag | Ajax  | Alkmaar | Excelsior/Barendrecht | sc Heerenveen | PEC Zwolle | FC Twente |
| ----- | ------------ | ----- | ------- | --------------------- | ------------- | ---------- | --------- |
| Thuis | 1 – 1        | –     | 5 – 0   | 9 – 1                 | 1 – 1         | 4 – 0      | 1 – 0     |
| Uit   | 0 – 1        | 1 – 4 | –       | 1 – 5                 | 1 – 4         | 0 – 4      | 2 – 3     |

### KNVB beker
| Achtste finale                         | FC Eindhoven AV | 1 – 6   | PSV                                                                           |
| Plaats: Eindhoven Genneper Sportparken | Niet bekend     | Verslag | –', –' Kayleigh van Dooren –', –' Katja Snoeijs Joëlle Smits Jeslynn Kuijpers |
| Kwartfinale                            | VV Alkmaar      | – ( – ) | PSV                                                                           |
| Plaats: Alkmaar Sportpark Robonsbosweg |                 |         |                                                                               |

### Eredivisie Cup
| Eerste ronde                            | PSV                                                                           | 5 – 1 (3 – 1)  | FC Twente                                        |
| Plaats: Eindhoven De Herdgang           | Aniek Nouwen 10' Joëlle Smits 20', 26', 62', 89'                              |                | 33' Bente Jansen                                 |
| Eerste ronde                            | FC Twente                                                                     | 3 – 3 (1 – 0)  | PSV                                              |
| Plaats: Enschede Sportpark Het Diekman  | Fenna Kalma 14' (pen.), 66' Danique Ypema 69'                                 |                | 57', 58' Katja Snoeijs 62' Rachel Cuschieri      |
| Tweede ronde                            | PSV                                                                           | 1 – 1 (1 – 1)  | Ajax                                             |
| Plaats: Eindhoven De Herdgang           | Joëlle Smits 33'                                                              |                | 19' Marjolijn van den Bighelaar                  |
| Tweede ronde                            | Ajax                                                                          | 0 – 2 (0 – 1)  | PSV                                              |
| Plaats: Amsterdam Sportpark De Toekomst |                                                                               |                | 19' Katja Snoeijs 65' Kayleigh van Dooren        |
| Derde ronde                             | FC Twente                                                                     | 4 – 2 (2 – 0)  | PSV                                              |
| Plaats: Enschede Sportpark Het Diekman  | Renate Jansen 10', 79' (pen.) Bente Jansen 35' Cheyenne van den Goorbergh 62' |                | 90+3' Aniek Nouwen 90+5' Naomi Pattiwael         |
| Derde ronde                             | PSV                                                                           | '2 – 3 (1 – 2) | FC Twente                                        |
| Plaats: Eindhoven De Herdgang           | Kayleigh van Dooren 4' Naomi Pattiwael 66'                                    |                | 33' Renate Jansen 35' Lynn Wilms 75' Fenna Kalma |

## Statistieken PSV 2019/2020

### Eindstand PSV in de Nederlandse Eredivisie Vrouwen 2019 / 2020
| Stand | Gespeeld | Gewonnen | Gelijk | Verloren | Punten | Doelpunten voor | Doelpunten tegen | Gele kaarten | Rode kaarten |
| ----- | -------- | -------- | ------ | -------- | ------ | --------------- | ---------------- | ------------ | ------------ |
| 1e    | 12       | 10       | 2      | 0        | 32     | 42              | 8                | 4            | 0            |

### Topscorers
| #      | Naam                | Goal |
| ------ | ------------------- | ---- |
| 1.     | Joëlle Smits        | 16   |
| 2.     | Katja Snoeijs       | 13   |
| 3.     | Kayleigh van Dooren | 3    |
| 3.     | Jeslynn Kuijpers    | 3    |
| 5.     | Aniek Nouwen        | 2    |
| 6.     | Julie Biesmans      | 1    |
| 6.     | Rachel Cuschieri    | 1    |
| 6.     | Dana Foederer       | 1    |
| 6.     | Sara Yuceil         | 1    |
| Totaal | Totaal              | 42   |

| #      | Naam                | Goal |
| ------ | ------------------- | ---- |
| 1.     | Kayleigh van Dooren | 2    |
| 1.     | Katja Snoeijs       | 2    |
| 3.     | Jeslynn Kuijpers    | 1    |
| 3.     | Joëlle Smits        | 1    |
| Totaal | Totaal              | 6    |

| #      | Naam             | Goal |
| ------ | ---------------- | ---- |
| 1.     | Joëlle Smits     | 5    |
| 2.     | Katja Snoeijs    | 3    |
| 3.     | Aniek Nouwen     | 2    |
| 3.     | Naomi Pattiwael  | 2    |
| 4.     | Rachel Cuschieri | 1    |
| Totaal | Totaal           | 13   |

### Kaarten
| #      | Naam                | Kreeg geel |
| ------ | ------------------- | ---------- |
| 1.     | Kayleigh van Dooren | 2          |
| 2.     | Cecilia Santiago    | 1          |
| 2.     | Joëlle Smits        | 1          |
| Totaal | Totaal              | 4          |

| #      | Naam           | Kreeg voor de tweede keer geel en dus rood |
| ------ | -------------- | ------------------------------------------ |
| –      | Geen speelster | –                                          |
| Totaal | Totaal         | 0                                          |

| #      | Naam           | Weggestuurd |
| ------ | -------------- | ----------- |
| –      | Geen speelster | –           |
| Totaal | Totaal         | 0           |

## Voetnoten
ADO Den Haag · 
Ajax · 
VV Alkmaar · 
Excelsior/Barendrecht · 
sc Heerenveen · 
PEC Zwolle · 
PSV · 
FC Twente